# موريس سوان
موريس سوان (بالإنجليزية: Maurice Swan)‏ (27 سبتمبر 1938 في المملكة المتحدة - ) هو لاعب كرة قدم أيرلندي في مركز حراسة المرمى. شارك مع منتخب جمهورية أيرلندا لكرة القدم. أما مع النوادي، فقد لعب مع كارديف سيتي ونادي دوندالك وهال سيتي ونادي فين هاربز ونادي درومكوندرا ‏.

## وصلات خارجية
- موريس سوان على موقع IMDb (الإنجليزية)

- موريس سوان على موقع قاعدة بيانات كرة القدم.إي يو (الإنجليزية)
- موريس سوان على موقع ناشيونال فوتبول تيمز (الإنجليزية)